# جيمس هاريل
جيمس هاريل (بالإنجليزية: James N. Harrell)‏ هو ممثل أمريكي، ولد في 3 سبتمبر 1918 في الولايات المتحدة، وتوفي بنفس المكان في 1 فبراير 2000 بسبب نوبة قلبية.

## أعمال

### أفلام
- (1973) القمر الورقي
- (1986) مجزرة منشار تكساس 2[1]
- (1991) جي اف كي[2]

## وصلات خارجية
- جيمس هاريل على موقع IMDb (الإنجليزية)
- جيمس هاريل على موقع ألو سيني (الفرنسية)
- جيمس هاريل على موقع قاعدة بيانات الأفلام السويدية (السويدية)
- جيمس هاريل على موقع قاعدة بيانات الفيلم (الإنجليزية)
- جيمس هاريل على موقع كينوبويسك (الروسية)